# 18095 Frankblock
18095 Frankblock este un asteroid din centura principală de asteroizi.

## Descriere
18095 Frankblock este un asteroid din centura principală de asteroizi. A fost descoperit pe 5 iunie 2000 la Socorro, New Mexico, în cadrul proiectului LINEAR. Asteroidul prezintă o orbită caracterizată de o semiaxă mare de 2,37 ua, o excentricitate de 0,10 și o înclinație de 7,0° în raport cu ecliptica.